# Миколаевская, Кристина
Кристина Миколаевская (пол. Krystyna Mikołajewska; род. 6 сентября 1939, г. Пабьянице Лодзинского воеводства) — польская актриса театра, кино и телевидения.

## Биография
После выступления на I общепольском конкурсе чтецов в 1958 году, на котором К. Миколаевская получила первую премию, она поступила в Государственную высшую театральную школу в Кракове. После её окончания, в 1964 году выступала на сцене театра имени Богуславского в Калише. Затем в 1966—1968 годах — работала в нескольких вроцлавских театрах, Старом театре в Кракове (1968—1972).
В 1980-х годах — актриса Национального театра в Варшаве.
С 1962 года приглашалась для съемок в кино. Снялась в 17 фильмах, в том числе, на киностудиях Венгрии, ГДР, СССР, Чехословакии и Югославии.

## Фильмография
1. 1962 —  Едут гости едут
2. 1963 —  Уикенды — Алина
3. 1963 —  Автобусы как улитки — эпизод
4. 1965 —  Фараон — Сара
5. 1965 —  Соботка — Ядвига
6. 1966 —  Контрибуция — Aннa
7. 1966 —  Бумеранг — Ванда
8. 1966 —  Полный вперëд — девушка из гарема
9. 1967 —  Дита Саксова — Дита
10. 1967 —  Звёзды и солдаты — Ольга
11. 1967 —  Убийца оставляет след — Наталья Ложиньска
12. 1969 —  Не со мной, мадам — Ева
13. 1969 —  Позорное лето — эпизод
14. 1969 —  Окна времени — Мэги
15. 1969 —  Смертельная ошибка — Джесси
16. 1977 —  Солдаты свободы — Малгожата Форнальская
17. 1980 —  Белый снег России — Грейс Висхар